# Tigrana detritalis
Tigrana detritalis är en fjärilsart som beskrevs av Walker 1865. Tigrana detritalis ingår i släktet Tigrana och familjen nattflyn. Inga underarter finns listade i Catalogue of Life.